# Jean-Henri d'Anglebert
Jean-Henri d'Anglebert /ʒɑ̃ ɑ̃ˈʁi dɑ̃ɡləˈbɛˑʁ/ (Bar-le-Duc, 1º aprile 1629 – Parigi, 23 aprile 1691) è stato un compositore, organista e clavicembalista francese.
Musicista dimenticato, è però importante esponente della scuola classica francese. Spesso il suo cognome è citato come Anglebert o addirittura Danglebert.

## Biografia
Nato da umili origini (il padre era calzolaio), non si hanno grandi notizie di lui fino al momento del matrimonio, ma sembra che fosse entrato in contatto con Jacques Champion de Chambonnières, suo maestro, dal 1650. Evidentemente questa data non sottintende l'inizio dell'attività musicale, poiché il fanciullo Anglebert conosceva già l'arte di suonare l'organo ed il clavicembalo, provenendo da una famiglia di dilettanti musicisti.
La prima traccia della sua presenza a Parigi è l'atto di matrimonio, 11 ottobre 1659, con Madeleine Champagne, figlia dell'orafo ed organista di piacere François Roberday. In questo modo, d'Anglebert riuscì ad assicurarsi una vita dignitosa, poiché le scarne fonti dell'epoca ce lo indicano come un agiato borghese.
Nel 1660 divenne organista alla chiesa del convento domenicano di Rue Saint-Honoré (detto dei Giacobini) a Parigi. In quel momento era in corso l'installazione di un nuovo organo di Étienne Enocq, così venne assunto per il posto di titolare.
Lo stesso anno successe ad Henri Dumont al ruolo di Mastro cembalista presso la corte del Duca d'Orléans, occupazione che mantenne fino al 1664.
Nel 1662 nacque il suo primo figlio, Jean Baptiste Henri. Nel 1664 abbandonò il posto dal duca d'Orléans e sostituì il maestro Chambonnieres presso la corte di re Luigi XIV come maestro di musica da camera. Questa posizione era ereditaria, così nel 1674 il ruolo passò al figlio Jean Henri Baptiste, che lo mantenne fino alla morte (1735).
D'Anglebert poté così dedicarsi completamente alla composizione, nel 1689 pubblicò i Pieces de Clavecin, riuniti in 4 suite. Questi pezzi erano ispirati a Lully, compositore di corte, e non è raro imbattersi in qualche trascrizione per tastiera di alcune opere teatrali. L'importanza di questa raccolta è che è la prima a contenere una tavola di esplicazione degli abbellimenti ed un chiarissimo compendio per suonare il cembalo. Oltre a questi, pubblicò in data ignota un libro di fughe per organo.
Anglebert morì a Parigi il 23 aprile del 1691.